# Daniel David Palmer
Pour les articles homonymes, voir Palmer.
Daniel David Palmer ou D.D. Palmer, né le 7 mars 1845 et mort le 20 octobre 1913, est un charlatan, magnétiseur et fondateur de la chiropratique. Il est le père de Bartlett Joshua Palmer.

## Biographie
Daniel Palmer est né dans le hameau de Brown's Corners (en), du canton de Pickering (devenu Ajax) en Ontario,. Ses parents, Thomas Palmer et Katherine McVay et ses arrière-arrière-grands-parents, étaient originaires des États-Unis.  Il reçoit une éducation stricte jusqu'à l'âge de 11 ans,, à l'école d'Audley, et est ensuite élevé à Port Perry.
À vingt ans, il s'installe aux États-Unis avec sa famille. Palmer occupe alors divers emplois tels qu'apiculteur, professeur d'école et propriétaire d'épicerie. Il s'intéresse aussi aux diverses philosophies de santé de son époque, notamment la guérison magnétique et le spiritualisme. En 1870, Palmer étudie probablement la métaphysique. 
À partir du milieu des années 1880, Palmer pratique la guérison magnétique à Burlington et Davenport, Iowa.
En 1894, le Davenport Leader écrit à propos de Palmer :
« Un fanatique du magnétisme a l'idée folle qu'il peut guérir les malades et les infirmes avec ses mains magnétiques. Ses victimes sont les faibles d'esprit, les ignorants et les superstitieux, ces gens insensés qui sont malades depuis des années et qui en ont assez du médecin ordinaire et qui veulent la santé par des méthodes raccourcies... il a certainement profité de l'ignorance de ses médecins. victimes... Son augmentation d'activité montre ce qui peut être fait à Davenport, même par un charlatan. »

## Invention de la chiropraxie
Daniel Palmer affirme avoir découvert la chiropraxie en 1895, à Davenport, dans l'état de l'Iowa.
D'après lui, il « avait reçu la chiropratique de l'autre monde », d'un médecin décédé nommé Dr Jim Atkinson,.
Le premier ajustement chiropratique fut pratiqué sur le concierge de l'immeuble où Palmer travaillait, Harvey Lillard.
En 1897, il fonde la Palmer School of Chiropractic (en).
Il a écrit un livre sur la chiropraxie, The Chiropractor, publié de façon posthume en 1914.
Palmer s'opposait à tout ce qu'il pensait être associé à la médecine traditionnelle, comme la vaccination.
Palmer affirme que le corps humain dispose d'une grande quantité de forces de guérison naturelles transmises par le système nerveux. Selon lui, si un organe est affecté par une maladie, c'est simplement qu'il ne reçoit pas son « apport nerveux » normal, ce qu'il appelait un « désalignement vertébral », ou subluxation. Il considère donc la chiropraxie comme une forme de réalignement pour rétablir l'alimentation. 